# Little Mix
Little Mix is een Britse meidengroep. De groep bestaat uit Jade Thirlwall, Perrie Edwards en Leigh-Anne Pinnock. De groep werd bekend nadat ze in 2011 als eerste en enige (meiden)groep de Britse versie van The X Factor hadden gewonnen. Kelly Rowland had hen aan elkaar gekoppeld en wordt zo gezien als de ontdekker van de groep. Jesy Nelson verliet de groep in december 2020 wegens problemen met haar zelfbeeld.

## Geschiedenis

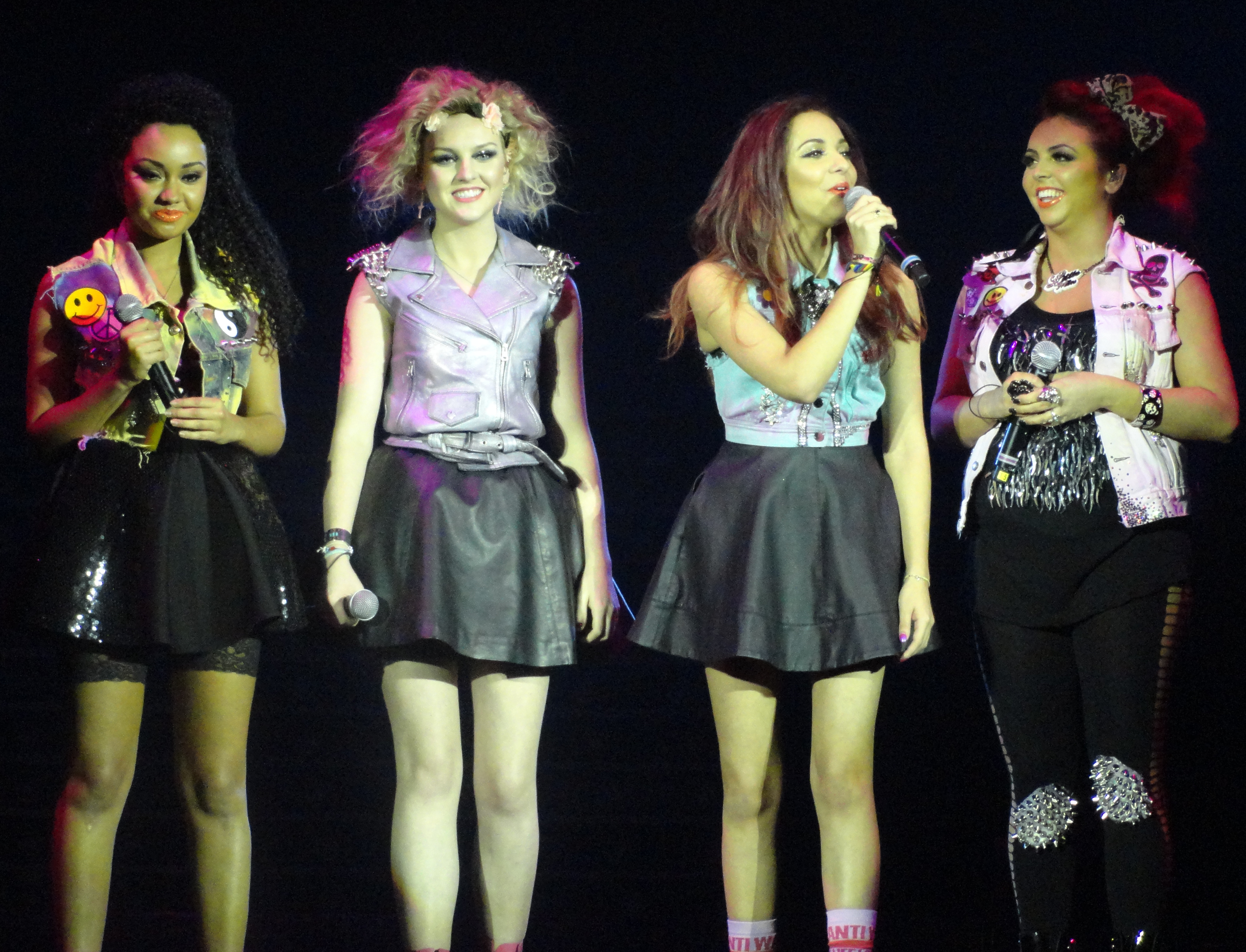
Little Mix tijdens de X Factor periode in 2012

### 2011:Formatie en The X Factor
In 2011 deden Edwards, Nelson, Pinnock en Thirlwall auditie als soloartiesten tijdens het achtste seizoen van de The X Factor, maar faalden tijdens de eerste ronde van de "bootcamp"-sectie. Ze kregen een nieuwe kans om toch mee te concurreren wanneer ze allen in twee verschillende groepen gezet werden door de jury. Tijdens de "Group Bootcamp" zaten Jesy en Perrie met twee andere leden in kwartet "Faux Pas", Jade en Leigh-Anne in een trio genaamd "Orion", ze konden nog steeds kans maken om door te gaan naar de live shows. Maar beide groepen slaagden er niet in om door te gaan naar de volgende ronde. Door een beslissing van Kelly Rowland werden twee leden van elke groep genomen, en vormden daarna een kwartet Rhythmix, zo mocht de groep door naar de volgende ronde "Judges’ houses".
Tulisa Contostavlos was hun mentor gedurende hun live shows. Op hun eerste liveshow op 8 oktober 2011, Rhythmix zongen ze Super Bass van Nicki Minaj. Hun versie werd geprezen door de jury met Gary Barlow, hij noemde hen "de beste meiden band dat ooit op de X Factor is geweest". Op 26 oktober 2011, werd er aangekondigd dat de groep van naam zou veranderen. Dit, door een geschil met Rhythmix, een Brighton-gebaseerde liefdadigheidsorganisatie. Een woordvoerder van de show zei, "Op vraag van de organisatie Rhythmix, hebben de leden van de groep gekozen om hun naam te veranderen, een keuze met ondersteuning van Syco en TalkbackTHAMES." Er werd verslag uitgegeven dat de groep koos om verandering te brengen, zonder legale eisen, om zo enige moeilijkheden te vermijden voor de organisatie. Op 28 oktober 2011, was het officieel aangekondigd dat de groep verder zou gaan met de naam "Little Mix".
Op 20 November 2011, werden ze de eerste meidengroep in de show’s achtjarige geschiedenis om door te gaan naar de achtste show. De vorige langst-overlevende meidengroep waren de Conway Sisters (seizoen 2), en Hope (seizoen 4), beide groepen vielen uit de wedstrijd tijdens de 7e aflevering. Doorheen de rest van de competitie ontving de groep positieve feedback. Tijdens de semi-finale, zongen ze "You Keep Me Hangin’ On" van The Supremes en Beyoncé’s hit "If I Were A Boy". Hun optreden van "You Keep Me Hangin’ On" kreeg vooral negatieve feedback van de jury met Louis Walsh zei dat ze hun "mojo" verloren en Kelly Rowland vertelde dat ze de groep "beter vocale optredens" heeft zien doen. Later die avond met hun tweede optreden, If I Were A Boy, kreeg wél positieve feedback. Walsh zei dat ze "geweldige potentie" hebben, en noemde hen "de volgende grote meidengroep". Rowland noemde dat ze "ongelofelijke dynamiek" en "wereld veranderend" zijn wanneer ze hun innerlijke kracht bij elkaar vinden. De groep ging daarna door naar de live finale samen met Marcus Collins en Amelia Lily door de publieke stemmentelling.
Op 11 december werd Little Mix aangekondigd als winnaar. Dit is de eerste keer dat een groep heeft gewonnen op de Britse versie van de show en de tweede (van de drie) in de wereldwijde franchise (na Random op de eerste serie van de Australische versie en later Alex & Sierra op de derde serie van de VS). Hun winnende single was een cover van Damien Rice’s lied "Cannonball", die daarna uitgebracht werd door digital download op 11 December 2011, en op cd op 14 december 2011. The Xtra Factor: The Winner’s Story werd getoond op ITV2 op 17 december 2011. Hun debuutsingle sprong meteen op nummer 1 in de Engelse hitlijsten op 18 December 2011. Zo kregen ze een Kerstmis nummer één in de Ierse hitlijsten.

### 2012-2019:Doorbraak en studioalbums

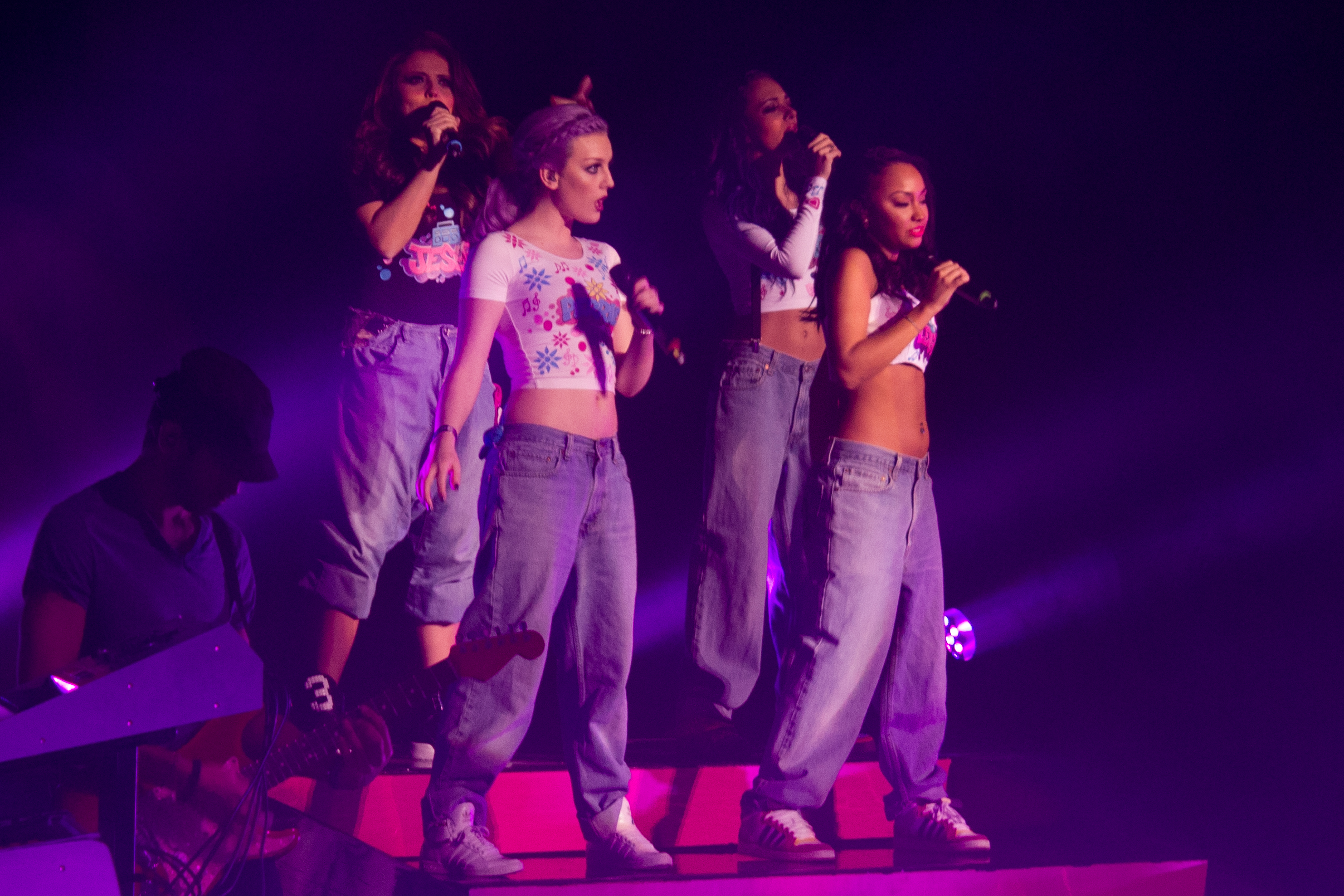
Little Mix tijdens de DNA tour in 2013

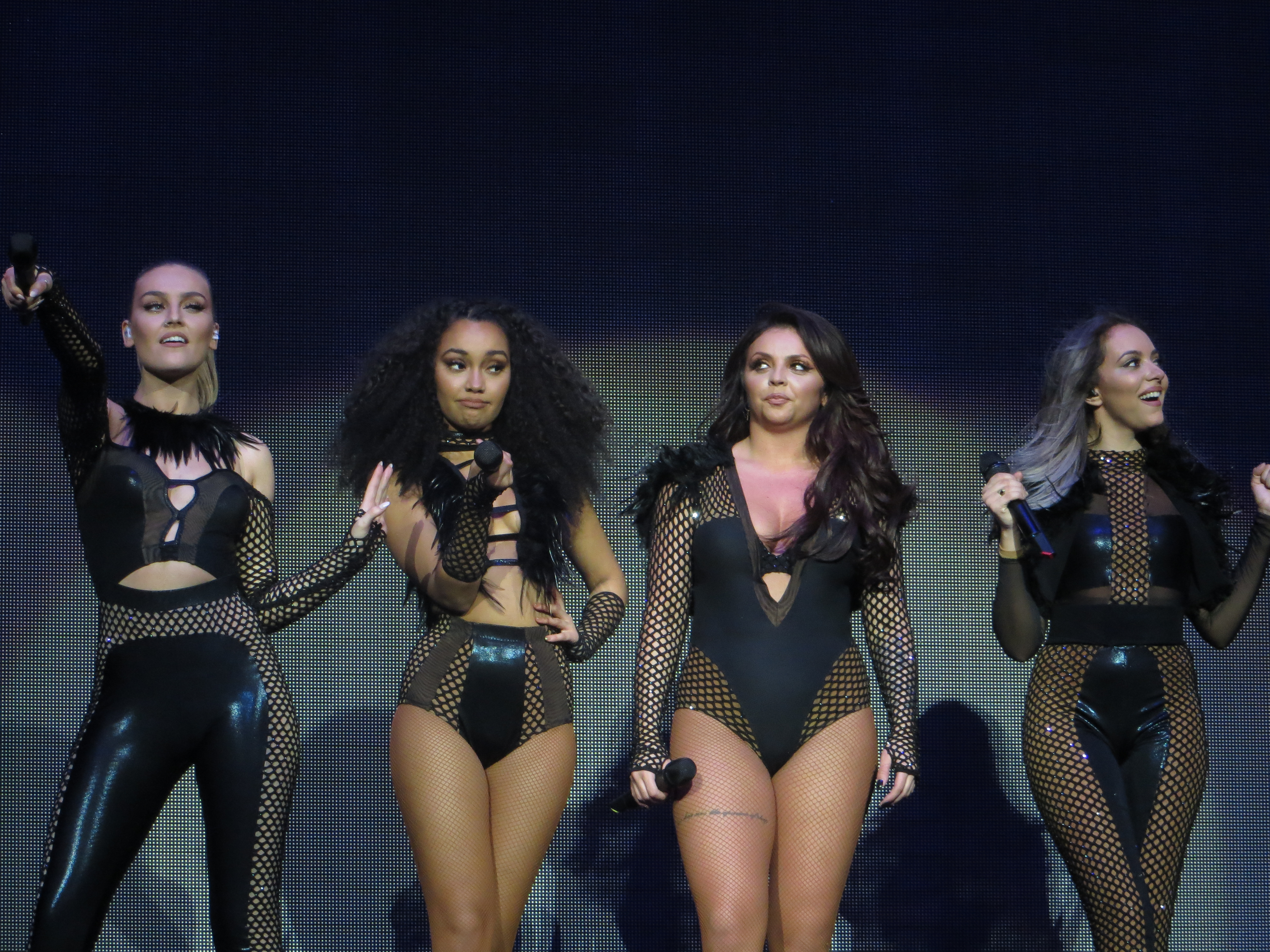
Little Mix tijdens de Get Weird Tour in 2016.

Little Mix' eerste studioalbum verscheen in het najaar van 2012. Gary Barlow en Biff Stannard schreven mee aan het album. Op 25 januari verscheen de meidengroep bij de National Television Awards en zong daar het liedje "Don't Let Go (Love)" van En Vogue. Ook vergezelden de meisjes de juryleden Gary Barlow en Tulisa Constostavlos bij het ontvangen van de prijs voor Best Talent Show. Het lied "Wings" werd in augustus 2012 als eerste single uitgebracht en werd direct nummer 1 in de UK Singles Chart. In oktober brachten ze hun tweede single en titel track "DNA" uit. In november brachten ze ook hun debuutalbum uit. Het album kreeg dezelfde naam als de tweede single "DNA". Hun album debuteerde op plek 3 in de Britse hitlijsten en op nummer 4 in de Amerikaanse hitlijsten Billboard 200. Little Mix is de eerste Britse meidengroep die in de top 5 debuteerde sinds de Spice Girls.
Ook was "DNA" het hoogste debuut in de Amerikaanse hitlijsten van een Britse meidengroep. Hiermee braken ze het record dat door de Spice Girls werd gehouden ("SPICE" debuteerde op nummer 6 in de Billboard 200). In het Verenigd Koninkrijk leverde hun debuutsingle "Wings" een eerste plaats op. Het tweede album van de groep, "Salute", dat uitgebracht werd in 2013, was hun tweede album dat in de top 10 belandde in het Verenigd Koninkrijk en Amerika. Op hun album staan twee singles die de top 10 in hun vaderland haalden: "Move" en "Salute". Little Mix bracht in 2015 haar derde album "Get Weird" uit en haar best verkochte single en langst in de hitlijst blijvende single in het Verenigd Koninkrijk tot vandaag. De leadsingle van het album, "Black Magic", stond op nummer 1 in de Britse hitlijsten en werd genomineerd voor twee Brit Awards in 2016. Het vierde album "Glory Days" werd het eerste nummer 1-album van de groep in Engeland en stond ook 5 weken op de eerste plaats. Dit is de eerste keer sinds Spice Girls' debuutalbum 20 jaar geleden. De leadsingle "Shout Out to My Ex" werd de vierde nummer 1-single. Ook in andere landen deed het nummer het goed.
Tijdens de 2017 Brit Awards won de groep "Best British Single" voor "Shout Out to My Ex". In hun carrière wonnen de meiden nog verschillende andere prijzen, waaronder MTV Europe Music Awards, twee Teen Choice Awards en twee Glamour Awards. Sinds oktober 2016 heeft de groep vier platina gecertificeerde albums en elf gecertificeerde singles in Engeland. Ze hebben vier nummer 1-hits in Engeland en de hoogste eersteweek-sales voor een meidengroep sinds de Spice Girls. Dit maakt "Little Mix" een combinatie van de meest succesvolle vrouwelijke artiesten in de hedendaagse Britse populaire cultuur. Ze verschenen in de Debrett's-lijst van invloedrijkste personen in Engeland in 2017. Op 20 februari 2019 won Little Mix hun tweede Brit Award voor beste video.
In november 2018 brachten ze hun vijfde studioalbum uit genaamd "LM5". Op dit album staat de single "Woman Like Me", waarvoor zij samenwerkten met Nicki Minaj. Een grote stap voor de groep, gezien het feit dat zij tijdens The X-Factor "SuperBass" van haar hebben gebracht. Dit is een meer matuur album waar veel sociale thema's zoals seksisme en body positivity worden aangekaard. 

### 2020:Confetti en vertrek van Jesy Nelson
Het zesde studioalbum, genaamd Confetti, werd op 6 november 2020 uitgebracht. Kort na het uitbrengen van het album was hun tour film, genaamd LM5: The Tour Film, te zien in verschillende bioscopen.
Door een ziekte was Jesy Nelson tijdelijk afwezig van de groep, en was ze ook niet aanwezig tijdens de laatste opnames van het programma "Little Mix: The Search". Op 17 november 2020 werd bekendgemaakt dat Nelson een langere pauze van de groep zou nemen. Een maand later, op 14 december 2020, werd bekendgemaakt dat Nelson permanent de groep zou verlaten. De overige drie leden vertelde dat zij door zullen gaan als trio onder dezelfde naam.

### 2021 tot 2022:Verder als trio en Between Us
In 2021 won Little Mix hun derde Brit Award voor ‘Best British Group’, een mijlpaal aangezien geen enkele meidengroep deze award tot dan toe had mogen ontvangen. Tevens staan de meiden vanaf mei 2019 officieel bekend als vierde op de lijst van rijkste artiesten van Engeland. In 2021 vierde Little Mix haar tiende verjaardag en sindsdien vormen de meiden een van de langst bestaande meidengroepen ooit. Dit komt, zo zeggen de leden van Little Mix zelf, door de uitmuntende vriendschap die ze hebben opgebouwd.
Op 16 juli 2021 werd bekendgemaakt dat Little Mix, inclusief Jesy Nelson, eigen wassen beelden zouden krijgen in Madame Tussauds in Londen, ter ere van hun tienjarig bestaan.
Op 19 augustus maakte de groep bekend dat ze hun eerste "greatest hits" album op 12 november 2021 zullen uitbrengen, genaamd Between Us. Dit album zal bestaan uit 18 van hun bestaande hits en vijf nieuwe nummers.
Echter maakten de drie op 2 december 2021 bekend via hun sociale media dat zij na de Confetti Tour in april/mei 2022 voor onbepaalde tijd een pauze nemen als groep, om uit te rusten en te focussen op individuele projecten. Wel benadrukken zij in hun statement dat er nog projecten gepland staan als groep en dat Little Mix voor eeuwig zal blijven bestaan.

## Leden

### Huidige leden

#### Perrie Edwards
Perrie Louise Edwards, geboren op 10 juli 1993, komt uit South Shields, Tyne and Wear. Voor haar eerste auditie zong ze het liedje "You Oughta Know" van Alanis Morissette.
Van mei 2012 tot augustus 2015 had Edwards een relatie met zanger Zayn Malik, met wie ze vanaf augustus 2013 verloofd was.
Sinds februari 2017 heeft zij een relatie met voetballer Alex Oxlade-Chamberlain. Op 10 mei 2021 werd bekendgemaakt dat zij hun eerste kind verwachten. Op 21 augustus 2021 beviel Edwards van haar eerste kind.

#### Leigh-Anne Pinnock
Leigh-Anne Pinnock, geboren op 4 oktober 1991, komt uit High Wycombe, Buckinghamshire. Voordat ze in Little Mix kwam, werkte ze in de Pizza Hut. Voor haar eerste auditie zong ze het nummer "Only Girl (In the World)" van Rihanna. Ze neemt de rapgedeelten in de nummers van Little Mix voor haar rekening. Ze begon in 2019 met haar eigen bikinilijn: InASeaShell. In 2021 publiceert ze haar documentaire samen met BBC genaamd Race, Pop & Power. Hier in vertelt ze over racisme en colorisme.
In 2016 bevestigde dat zij in een relatie was met voetballer Andre Gray. In mei 2021 maakte zij bekend dat ze in verwachting is van hun eerste kind. Op 16 augustus 2021 beviel Pinnock van een tweeling.

#### Jade Thirlwall
Jade Amelia Thirlwall, geboren op 26 december 1992, komt uit South Shields, Tyne and Wear. Jade heeft eerder auditie gedaan voor The X Factor-serie 5 in 2008 en serie 7 in 2010, maar toen kwam ze elke keer niet verder dan de Bootcamp. Voor haar auditie in 2011 zong ze "I Want to Hold Your Hand" van The Beatles.
Sinds enige tijd heeft zij een relatie met zanger Jordan Stephens.

### Voormalige leden

#### Jesy Nelson
Jessica Louise Nelson, geboren op 14 juni 1991, komt uit Romford, Londen. Voordat ze in de groep kwam, werkte ze als barmeisje. Jesy neemt de beatboxgedeelten in de liedjes voor haar rekening. Voor haar eerste auditie zong ze het lied "Bust Your Windows". In 2019 publiceert ze samen met BBC een documentaire over haar moeilijke jaren in Little Mix door online pesten en de zelfmoordpoging, genaamd Odd One Out. Ze heeft hiermee al een grote Engelse prijs gewonnen. Ze is op 14 december 2020 uit de meiden groep gestapt vanwege haar mentale gezondheid.

## X Factor-optredens
| Show           | Nummer                                                                | Nummer                                                                | Nummer                                                                | Nummer                                                                | Thema                               | Resultaat                                                 |
| Show           | Perrie Edwards                                                        | Jesy Nelson                                                           | Leigh-Anne Pinnock                                                    | Jade Thirlwall                                                        | Thema                               | Resultaat                                                 |
| -------------- | --------------------------------------------------------------------- | --------------------------------------------------------------------- | --------------------------------------------------------------------- | --------------------------------------------------------------------- | ----------------------------------- | --------------------------------------------------------- |
| Audities       | "You Oughta Know"                                                     | "Bust Your Windows"                                                   | "Only Girl (In the World)"                                            | "I Wanna Hold Your Hand"                                              | Vrije keuze                         | Door naar Bootcamp                                        |
| Bootcamp 1     | "Breakeven"                                                           | "Price tag"                                                           | "Price tag"                                                           | "Firework"                                                            | Bootcamp uitdaging                  | Door naar de categorie groepen                            |
| Bootcamp 2     | "Survivor" (met 'Faux Pas')                                           | "Survivor" (met 'Faux Pas')                                           | "Yeah 3x" (met 'Orion')                                               | "Yeah 3x" (met 'Orion')                                               | Vrije keuze                         | Opnieuw ingedeeld in groepen, door naar de Judges' houses |
| Judges' houses | "Big Girls Don't Cry"                                                 | "Big Girls Don't Cry"                                                 | "Big Girls Don't Cry"                                                 | "Big Girls Don't Cry"                                                 | Vrije keuze                         | Door naar de liveshows                                    |
| Judges' houses | "Cry Me a River"                                                      |                                                                       |                                                                       |                                                                       | Vrije keuze                         | Door naar de liveshows                                    |
| Liveshow 1     | "Super Bass"                                                          | "Super Bass"                                                          | "Super Bass"                                                          | "Super Bass"                                                          | Groot-Brittannië vs. Amerika        | Veiliggesteld door Tulisa Contostavlos                    |
| Liveshow 2     | "I'm Like a Bird"                                                     | "I'm Like a Bird"                                                     | "I'm Like a Bird"                                                     | "I'm Like a Bird"                                                     | Love and heartbreak                 | Veilig (4e plaats)                                        |
| Liveshow 3     | "TiK ToK"/"Push It"                                                   | "TiK ToK"/"Push It"                                                   | "TiK ToK"/"Push It"                                                   | "TiK ToK"/"Push It"                                                   | Rock                                | Veilig (6e plaats)                                        |
| Liveshow 4     | "E.T."                                                                | "E.T."                                                                | "E.T."                                                                | "E.T."                                                                | Halloween                           | Veilig (2e plaats)                                        |
| Liveshow 5     | "Don't Stop the Music"                                                | "Don't Stop the Music"                                                | "Don't Stop the Music"                                                | "Don't Stop the Music"                                                | Dancefloor fillers                  | Veilig (4e plaats)                                        |
| Liveshow 6     | "Telephone"/"Radio Ga Ga"                                             | "Telephone"/"Radio Ga Ga"                                             | "Telephone"/"Radio Ga Ga"                                             | "Telephone"/"Radio Ga Ga"                                             | Lady Gaga vs. Queen                 | Veilig (3e plaats)                                        |
| Liveshow 7     | "Don't Let Go (Love)"                                                 | "Don't Let Go (Love)"                                                 | "Don't Let Go (Love)"                                                 | "Don't Let Go (Love)"                                                 | Movies                              | Veilig (winnaar)                                          |
| Liveshow 8     | "Baby"/"Where Did Our Love Go"                                        | "Baby"/"Where Did Our Love Go"                                        | "Baby"/"Where Did Our Love Go"                                        | "Baby"/"Where Did Our Love Go"                                        | Guilty pleasures                    | Veilig (2e plaats)                                        |
| Liveshow 8     | "Beautiful"                                                           | "Beautiful"                                                           | "Beautiful"                                                           | "Beautiful"                                                           | Heroes                              | Veilig (2e plaats)                                        |
| Halve finale   | "You Keep Me Hangin' On"                                              | "You Keep Me Hangin' On"                                              | "You Keep Me Hangin' On"                                              | "You Keep Me Hangin' On"                                              | Motown                              | Veilig (winnaar)                                          |
| Halve finale   | "If I Were a Boy"                                                     | "If I Were a Boy"                                                     | "If I Were a Boy"                                                     | "If I Were a Boy"                                                     | Liedjes om naar de finale te kunnen | Veilig (winnaar)                                          |
| Finale         | "You've Got the Love"                                                 | "You've Got the Love"                                                 | "You've Got the Love"                                                 | "You've Got the Love"                                                 | Vrije keuze                         | Veilig (winnaar)                                          |
| Finale         | "If I Ain't Got You"/"Empire State of Mind" (met Tulisa Contostavlos) | "If I Ain't Got You"/"Empire State of Mind" (met Tulisa Contostavlos) | "If I Ain't Got You"/"Empire State of Mind" (met Tulisa Contostavlos) | "If I Ain't Got You"/"Empire State of Mind" (met Tulisa Contostavlos) | Mentorduet                          | Veilig (winnaar)                                          |
| Finale         | "Don't Let Go (Love)"                                                 | "Don't Let Go (Love)"                                                 | "Don't Let Go (Love)"                                                 | "Don't Let Go (Love)"                                                 | Favoriete optreden                  | Winnaar                                                   |
| Finale         | "Silent Night"                                                        | "Silent Night"                                                        | "Silent Night"                                                        | "Silent Night"                                                        | Christmas                           | Winnaar                                                   |
| Finale         | "Cannonball"                                                          | "Cannonball"                                                          | "Cannonball"                                                          | "Cannonball"                                                          | Winnende single                     | Winnaar                                                   |

## Discografie

### Albums
| Album met eventuele hitnotering(en) in de Nederlandse Album Top 100 | Datum van verschijnen | Datum van binnenkomst | Hoogste positie | Aantal weken | Opmerkingen |
| ------------------------------------------------------------------- | --------------------- | --------------------- | --------------- | ------------ | ----------- |
| DNA                                                                 | 2012                  | 27-04-2012            | 49              | 1            |             |
| Salute                                                              | 2013                  | 16-11-2013            | 49              | 2            |             |
| Get Weird                                                           | 2015                  | 14-11-2015            | 9               | 9            |             |
| Glory Days                                                          | 2016                  | 26-11-2016            | 9               | 60           |             |
| LM5                                                                 | 2018                  | 16-11-2018            | 9               | 16           |             |
| Confetti                                                            | 2020                  | 6-11-2020             | 9               | 6            |             |

| Album met hitnotering(en) in de Vlaamse Ultratop 200 albums | Datum van verschijnen | Datum van binnenkomst | Hoogste positie | Aantal weken | Opmerkingen |
| ----------------------------------------------------------- | --------------------- | --------------------- | --------------- | ------------ | ----------- |
| DNA                                                         | 2012                  | 27-04-2012            | 48              | 19           |             |
| Salute                                                      | 2013                  | 16-11-2013            | 56              | 22           |             |
| Get Weird                                                   | 2015                  | 14-11-2015            | 15              | 49*          |             |
| Glory Days                                                  | 2016                  | 26-11-2016            | 11              | 107          |             |
| Glory Days Platinum Edition                                 | 2017                  | 21-11-2017            | 2               | 4            |             |
| LM5                                                         | 2018                  | 16-11-2018            | 8               | 33           |             |

### Singles
| Single met eventuele hitnotering(en) in de Nederlandse Top 40 | Datum van verschijnen | Datum van binnenkomst | Hoogste positie | Aantal weken | Opmerkingen                                     |
| ------------------------------------------------------------- | --------------------- | --------------------- | --------------- | ------------ | ----------------------------------------------- |
| How Ya Doin'?                                                 | 2013                  | 01-06-2013            | tip6            | -            | met Missy Elliott / Nr. 91 in de Single Top 100 |
| Move                                                          | 2013                  | -                     |                 |              | Nr. 76 in de Single Top 100                     |
| Little Me                                                     | 2013                  | 21-12-2013            | tip16           | -            |                                                 |
| Black Magic                                                   | 2015                  | -                     |                 |              | Nr. 82 in de Single Top 100                     |
| Shout Out to My Ex                                            | 2016                  | 19-11-2016            | 35              | 3            | Nr. 26 in de Single Top 100                     |
| Touch                                                         | 2017                  | 25-02-2017            | tip10           | -            | Nr. 73 in de Single Top 100                     |
| Reggaetón Lento (Remix)                                       | 2017                  | 09-09-2017            | 2               | 26           | met CNCO                                        |
| Only You                                                      | 2018                  | 14-07-2018            | tip8            | -            | met Cheat Codes                                 |
| Woman Like Me                                                 | 2018                  | 03-11-2018            | 27              | 6            | met Nicki Minaj                                 |
| Think About Us                                                | 2019                  | 09-02-2019            | tip14           | -            | met Ty Dolla Sign                               |
| Bounce Back                                                   | 2019                  | 15-06-2019            | tip18           | -            |                                                 |
| Break Up Song                                                 | 2020                  | 04-04-2020            | tip10           | -            |                                                 |
| Holiday                                                       | 2020                  | 01-08-2020            | tip19           | -            |                                                 |
| No Time for Tears                                             | 2020                  | 05-12-2020            | tip18           | -            | met Nathan Dawe                                 |
| Heartbreak Anthem                                             | 2021                  | 19-06-2021            | 13              | 14           | met Galantis & David Guetta                     |

| Single met hitnotering(en) in de Vlaamse Ultratop 50 | Datum van verschijnen | Datum van binnenkomst | Hoogste positie | Aantal weken | Opmerkingen                 |
| ---------------------------------------------------- | --------------------- | --------------------- | --------------- | ------------ | --------------------------- |
| Wings                                                | 2013                  | 26-01-2013            | tip7            | -            |                             |
| How Ya Doin'?                                        | 2013                  | 20-04-2013            | tip32           | -            | met Missy Elliott           |
| Little Me                                            | 2013                  | 18-01-2014            | tip56           |              |                             |
| Move                                                 | 2013                  | 25-01-2014            | 37              | 4            |                             |
| Salute                                               | 2014                  | 31-05-2014            | tip27           |              |                             |
| Black Magic                                          | 2015                  | 06-06-2015            | tip4            |              |                             |
| Love Me Like You                                     | 2015                  | 31-10-2015            | tip66           |              |                             |
| Secret Love Song                                     | 2016                  | 05-03-2016            | tip             | -            | met Jason Derulo            |
| Hair                                                 | 2016                  | 30-04-2016            | tip14           | -            | met Sean Paul               |
| Shout Out to My Ex                                   | 2016                  | 05-11-2016            | 13              | 13           |                             |
| Touch                                                | 2017                  | 18-02-2017            | 24              | 13           |                             |
| No More Sad Songs                                    | 2017                  | 15-04-2017            | tip             | -            | met Machine Gun Kelly       |
| Power                                                | 2017                  | 17-06-2017            | tip20           | -            | met Stormzy                 |
| Reggaetón Lento (Remix)                              | 2017                  | 07-10-2017            | 8               | 21           | met CNCO                    |
| Only You                                             | 2018                  | 30-06-2018            | tip35           | -            | met Cheat Codes             |
| Woman Like Me                                        | 2018                  | 03-11-2018            | 23              | 15           | met Nicki Minaj             |
| Think About Us                                       | 2019                  | 02-02-2019            | tip14           | -            | met Ty Dolla $ign           |
| Bounce Back                                          | 2019                  | 22-06-2019            | tip             |              |                             |
| One I've Been Missing                                | 2019                  | 14-12-2019            | tip4            |              |                             |
| Break Up Song                                        | 2020                  | 04-04-2020            | tip7            |              |                             |
| Holiday                                              | 2020                  | 08-08-2020            | tip16           |              |                             |
| Not a Pop Song                                       | 2020                  | 27-10-2020            | tip             |              |                             |
| Sweet Melody                                         | 2020                  | 31-10-2020            | tip8            |              |                             |
| Confetti                                             | 2021                  | 08-05-2021            | tip34           |              | met Saweetie                |
| Heartbreak Anthem                                    | 2021                  | 24-07-2021            | 30              | 12           | met Galantis & David Guetta |

## Concerten
Eigen tours
- DNA Tour (2013)
- The Salute Tour (2014)
- The Get Weird Tour (2016)
- Summer Shout Out Tour (2017)
- The Glory Days UK Tour (2017)
- Summer Hits Tour (2018)
- LM5 The Tour (2019)
- Summer 2020 Tour (2020, gecancelled)
- The Confetti Tour (2022)

Voorprogramma
- The X Factor Live Tour (2012)
- Demi Lovato - Neon Lights Tour (2014)
- Ariana Grande - Dangerous Woman Tour (2017)